# Hildesheimer Allgemeine Zeitung
Die Hildesheimer Allgemeine Zeitung (HAZ) ist Hildesheims einzige Tageszeitung und, 1705 gegründet, die älteste bestehende Tageszeitung Deutschlands. Seit dem 1. Juli 2023 ist sie nach Einstellung der täglich gedruckten Wiener Zeitung die älteste erscheinende Tageszeitung der Welt. Die verkaufte Auflage beträgt 22.698 Exemplare.
Der Verlag, die Gebrüder Gerstenberg GmbH & Co. KG, hält eine Beteiligung von 7,3 Prozent an der Verlagsgruppe Madsack aus Hannover (u. a. Hannoversche Allgemeine Zeitung), die auch den sogenannten Zeitungsmantel, das heißt die überregionalen Politik-, Wirtschafts- und Sportseiten liefert und die Hildesheimer Allgemeine Zeitung druckt. Die SPD ist über Beteiligungen größte Kommanditistin der Verlagsgruppe Madsack.
Die Hildesheimer Allgemeine Zeitung ist zudem mit 24,5 Prozent an der Alfelder Zeitung und mit 24 Prozent der Anteile am Seesener Beobachter beteiligt.

## Geschichte
Die Hildesheimer Allgemeine Zeitung ist die älteste Tageszeitung Deutschlands. Der Weg vom Relations-Courier zur HAZ war weit und die Geschichte der Zeitung durch Brüche bestimmt. Es kam zu Wechseln bei den Zeitungstiteln, der Erscheinungsweise, den Inhalten und den Eigentümern.

Titelseite des Relations-Couriers von 1705

Am 24. Juni 1705 als Hildesheimer Relations-Courier gegründet, erfolgte 1775 die erste Umbenennung, in Privilegierte Hildesheimische Zeitung. Nach einer weiteren Umbenennung in Königlich-Preußische allergnädigst privilegierte Hildesheimische Zeitung (1802) wurde die Zeitung 1804 eingestellt.
Gründer war der Zeitungskorrespondent Heinrich Christian Hermitz, der den Verlag 1751 seinem Schwiegersohn Christian Levin Lüdemann übertrug. Die Zeitung hatte in dieser Zeit noch keine umfassende Berichterstattung, sondern thematisierte lediglich überregionale Kriegsereignisse, Naturkatastrophen oder Herrschaftsklatsch. Ein eigentlicher Lokalteil entstand erst ab der Mitte des 19. Jahrhunderts.

Nach einer Erscheinungspause von drei Jahren erschien die HAZ 1807 als Stadt-Hildesheimische privilegirte Zeitung und Anzeigen für alle Stände wieder. Die Zeitung wurde damals gemeinsam vom Inhaber der Zeitungslizenz, Christian Ludwig Lüdemann, und dem Buchhändler und Verleger Johann Daniel Gerstenberg vertrieben, wobei allein Gerstenberg wirtschaftlich und redaktionell handelte, Lüdemann hingegen lediglich als passiver Lizenzinhaber fungierte. Gerstenberg, dessen Nachfahren noch heute den Verlag führen, erhielt erst mit dem Tod Lüdemanns 1819 auch offiziell das Privileg zur Zeitungsherausgabe. 

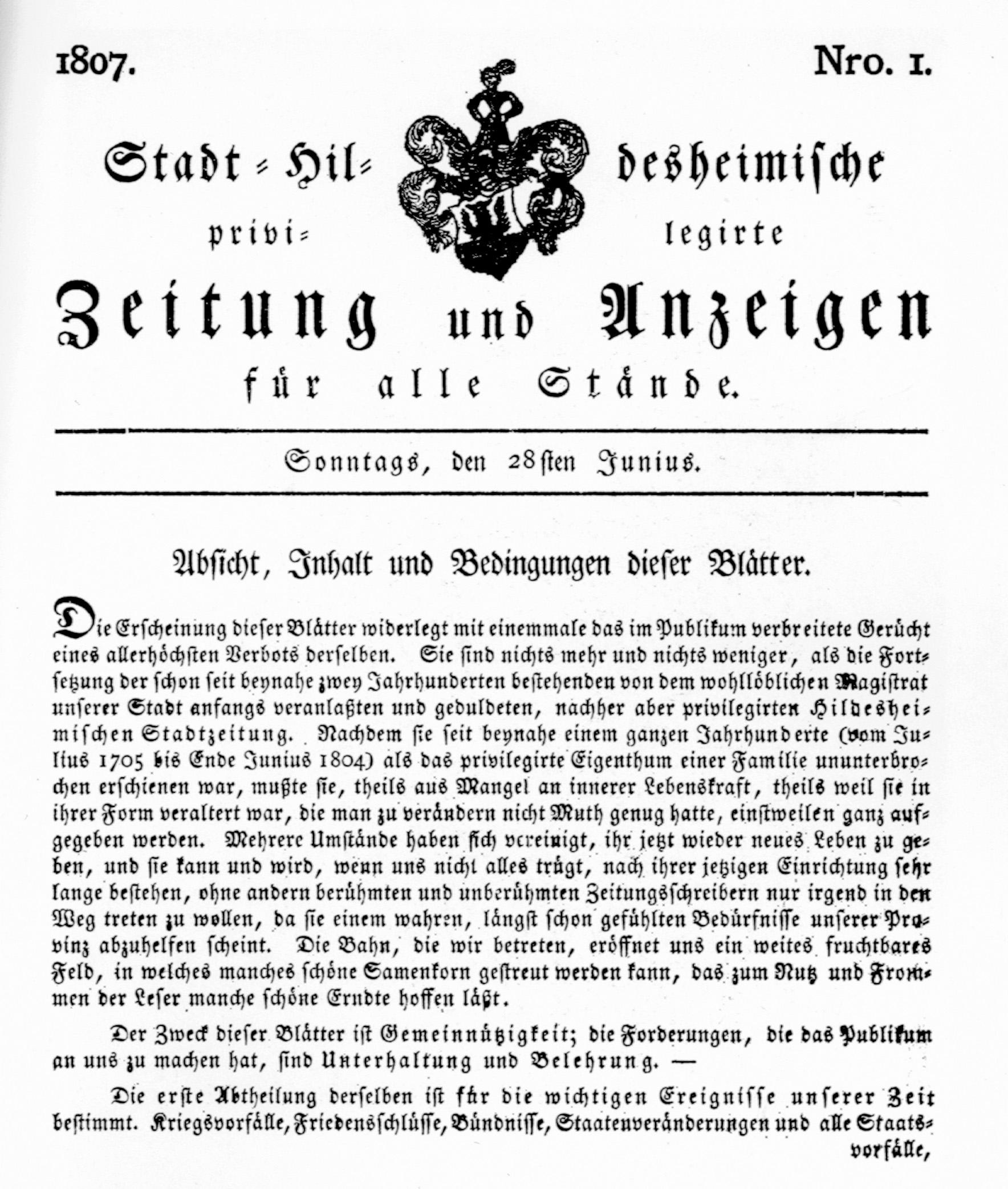
Titelseite der ersten Gerstenberg-Ausgabe von 1807

Zeitungskopf Hildesheimer Zeitung März 1945

Nach diversen weiteren Umbenennungen bekam die Zeitung 1854 den Namen Hildesheimer Allgemeine Zeitung und Anzeigen für alle Stände, der 1922 auf Hildesheimer Allgemeine Zeitung verkürzt wurde. Am 29. April 2005 feierte die Zeitung mit einem Festakt im Hildesheimer Stadttheater ihren 300. Geburtstag.
Die Hildesheimer Allgemeine Zeitung richtete sich im 19. und der ersten Hälfte des 20. Jahrhunderts anders als heute nicht an die ganze Bevölkerung, sondern seit Mitte des Jahrhunderts vor allem an liberale Leser und ab 1867 vor allem an die Sympathisanten der Nationalliberalen Partei, als deren Organ sich die Zeitung verstand und für die sich auch die Verleger politisch engagierten. In der Weimarer Republik unterstützte das Blatt die DVP.
Die Hildesheimer Allgemeine Zeitung war – wie weitestgehend die gesamte deutsche Presse – als amtliches Bekanntmachungsblatt fest in kommunale Machtstrukturen eingebunden. Für die Rolle der Gerstenbergschen Zeitung im Nationalsozialismus fehlen noch Untersuchungen. Deutlich scheint jedoch, dass sich die Zeitung bereits recht früh zumindest einer nationalsozialistischen Begrifflichkeit annahm. Die Zeitung wurde im NS-Staat anders als viele andere nicht enteignet (siehe Presse im NS-Staat), musste aber gegenüber den 1920er Jahren einen Auflagenrückgang um ein Drittel hinnehmen. Erst in den späten 1930er Jahren stieg die Auflage wieder auf 11.000 Exemplare, blieb damit aber hinter der örtlichen NS-Tageszeitung Hildesheimer Beobachter zurück, die täglich 13.200 Zeitungen verkaufte.
1943 wurde die HAZ aus kriegswirtschaftlichen Gründen mit dem nationalsozialistischen Hildesheimer Beobachter und der Provinzial-Zeitung aus Bockenem zur Hildesheimer Zeitung vereinigt und erschien bis zum Kriegsende im Jahre 1945 weiter.
Nach einer Zwangspause (siehe auch Nachkriegspresse) von mehr als vier Jahren erschien die Hildesheimer Allgemeine Zeitung ab dem 1. Oktober 1949 erneut.

## Auflage
Die Hildesheimer Allgemeine Zeitung hat wie die meisten deutschen Tageszeitungen seit dem Jahr 2000 an Auflage eingebüßt. Die verkaufte Auflage ist in den vergangenen 10 Jahren um durchschnittlich 4,9 % pro Jahr gesunken. Im vergangenen Jahr hat sie um 6 % abgenommen. Sie beträgt gegenwärtig 22.698 Exemplare. Der Anteil der Abonnements an der verkauften Auflage liegt bei 95,1 Prozent.
| 1998  | 1999  | 2000  | 2001  | 2002  | 2003  | 2004  | 2005  | 2006  | 2007  | 2008  | 2009  | 2010  | 2011  | 2012  | 2013  | 2014  | 2015  | 2016  | 2017  | 2018  | 2019  | 2020  | 2021  | 2022  | 2023  | 2024  |
| ----- | ----- | ----- | ----- | ----- | ----- | ----- | ----- | ----- | ----- | ----- | ----- | ----- | ----- | ----- | ----- | ----- | ----- | ----- | ----- | ----- | ----- | ----- | ----- | ----- | ----- | ----- |
| 49876 | 49802 | 49610 | 48860 | 48319 | 47371 | 46483 | 45549 | 44348 | 43472 | 42187 | 41978 | 41055 | 39916 | 39038 | 37916 | 38612 | 37489 | 36863 | 35154 | 33853 | 32769 | 32257 | 31875 | 26378 | 24957 | 23458 |

Die Nebenausgabe Sarstedter Anzeiger verkauft weitere 1072 Exemplare.